# Mark Haskell Smith
Pour les articles homonymes, voir Mark Smith (homonymie) et Smith.
Mark Haskell Smith, né le 14 juin 1957 à Lawrence dans l'état du Kansas, est un écrivain, dramaturge et scénariste américain. Il est aujourd'hui principalement connu comme écrivain après avoir exercé au cours des années 1990 une éphémère carrière de dramaturge et avoir été scénariste pour le cinéma et la télévision.

## Biographie
Il grandit dans la banlieue de Kansas City, puis poursuit ses études à Olympia. Il joue comme guitariste et chanteur dans des groupes locaux et s'installe à Seattle. Il reprend par la suite ses études et fréquente le Conservatoire de l'American Film Institute (en) de Los Angeles dont il sort diplômé. Il déménage à New York où il suit des cours de dramaturgie.
Il débute comme dramaturge au début des années 1990 avant d'être repéré par l'industrie cinématographique et télévisuelle pour laquelle il devient scénariste. Il signe alors le scénario de deux films, travaille dans l'ombre sur d'autres titres et collabore à l'écriture d'épisodes pour diverses séries télévisées. Mécontent du traitement de son scénario dont est tiré Le Damné (Playing God) d'Andrew Wilson et de son travail en général, il s'oriente vers l'écriture de roman noir.
Il publie un premier roman en 2002 intitulé Moist, dont l'histoire débute avec Amado, un gangster notoire en pleine action et qui perd un bras, sectionné par une porte de garage et dès lors séparé et abandonné par son propriétaire sur une scène de crime. Le bras devient alors l'objet de nombreuses convoitises. Superbe roman policier humoristique, ce livre est traduit en 2005 au sein de la collection Rivages/Noir sous le titre À bras raccourcis. 
Smith poursuit l'écriture et signe plusieurs romans supplémentaires, tous traduits en France aux éditions Payot & Rivages ou Gallmeister. Amateur des œuvres d'auteurs aussi différents que T. C. Boyle, Patricia Highsmith ou Elmore Leonard, il partage aujourd'hui son temps entre l'écriture et l'enseignement à l'université de Californie à Riverside.

## Œuvres

### Romans
- Moist (2002) Publié en français sous le titre À bras raccourcis, traduction de Stéphane Carn, Paris, Payot & Rivages, coll. « Rivages/Noir » no 508, 2004 ; réédition Paris, Gallmeister, coll. « Totem » no 219, 2022
- Delicious (2005) Publié en français sous le titre Delicious, traduction de Benjamin et Julien Guérif, Paris, Payot & Rivages, coll. « Rivages/Thriller », 2007 ; réédition Paris, Payot & Rivages, coll. « Rivages/Noir » no 919, 2013
- Salty (2007) Publié en français sous le titre Salty, traduction de Julien Guérif, Paris, Payot & Rivages, coll. « Rivages/Thriller », 2010 ; réédition, Paris, Payot & Rivages, coll. « Rivages/Noir », no 964, 2014
- Baked (2010) Publié en français sous le titre Défoncé, traduction de Julien Guérif, Paris, Payot & Rivages, coll. « Rivages/Thriller », 2013 ; réédition, Paris, Payot & Rivages, coll. « Rivages/Noir », no 1019, 2016 ; réédition de la même traduction sous le titre Elephant crunch, Paris, Éditions Gallmeister, coll. « Totem » no 251, 2023
- Raw (2013) Publié en français sous le titre Ceci n'est pas une histoire d'amour, traduction de Julien Guérif, Paris, Payot & Rivages, coll. « Rivages/Thriller », 2016 ; réédition de la même traduction sous le titre Épices & love, Paris, Gallmeister, coll. « Totem » no 282, 2024
- Blown (2018) Publié en français sous le titre Coup de vent, traduction de Julien Guérif, Paris, Éditions Gallmeister, coll. « Americana », 2019 ; réédition Paris, Gallmeister, coll. « Totem » no 190, 2021
- Mémoires (s.d.), la traduction de ce roman est parue alors que l'édition anglaise est inédite Publié en français sous le titre Mémoires, traduction de Julien Guérif, Paris, Éditions Gallmeister, 2024

### Pièce de théâtre
- The Cost of Doing Business

### Autres publications
- The Heart of Dankness: Underground Botanists, Outlaw Farmers, and the Race for the Cannabis Cup (2012)
- Naket at Lunch (2015) Publié en français sous le titre Au pays des nudistes, traduction d'Élodie Leplat, Paris, Paulsen, coll. « Démarches », 2017
- Rude Talk in Athens: Ancient Rivals, the Birth of Comedy, and a Writers Journey through Greece (2021)

## Filmographie

### Comme scénariste

#### Au cinéma
- 1992 : Inside Out, film à sketchs américain
- 1997 : Le Damné (Playing God), film américain réalisé par Andrew Wilson, avec Angelina Jolie, David Duchovny et Timothy Hutton.
- 2001 : A Partilha, film brésilien réalisé par Daniel Filho, avec Glória Pires, Andrea Beltrão, Lília Cabral et Paloma Duarte.
- 2017 : Gun Shy, film britannique réalisé par Simon West, avec Antonio Banderas et Olga Kurylenko, adaptation par l'auteur, en collaboration avec Toby Davies, de son roman intitulé Salty

#### À la télévision
- 1998 : Honolulu CRU, épisode pilote.
- 1998 : Les Sept Mercenaires (The Magnificent Seven)
- 1998 – 1999 : Le Flic de Shanghaï (Martial Law), saison une, deux épisodes.
- 2000 : Star Trek: Voyager, saison six, un épisode.